# 포흐얀마주

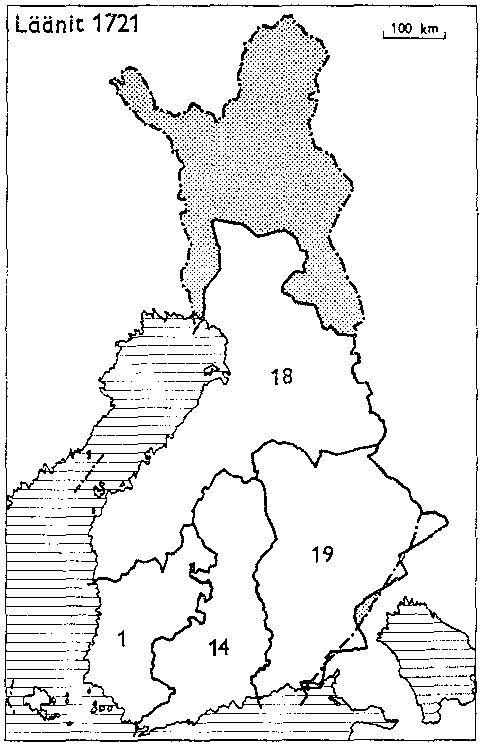
1721년 당시에 존재했던 핀란드의 주 지도 (18번이 외스테르보텐 주)

외스테르보텐 주(스웨덴어: Österbottens län)는 과거 핀란드에 존재했던 주로 주도는 바사이다. 핀란드어로는 포흐얀마주(핀란드어: Pohjanmaan lääni)라고 부른다.
스웨덴의 지배하에 있던 1634년에 신설되었다. 1755년 바사 주와 오울루 주로 분리되면서 폐지되었다.